# Kanton Monclar-de-Quercy
Kanton Monclar-de-Quercy (francouzsky Canton de Monclar-de-Quercy) je francouzský kanton v departementu Tarn-et-Garonne v regionu Midi-Pyrénées. Tvoří ho pět obcí.

## Obce kantonu
- Bruniquel
- Génébrières
- Monclar-de-Quercy
- Puygaillard-de-Quercy
- La Salvetat-Belmontet